# Caïque de Fuertes
Hapalopsittaca fuertesi
Espèce
Statut de conservation UICN

ENB1ab(iii); D : En danger
Statut CITES
Le Caïque de Fuertes (Hapalopsittaca fuertesi) est une espèce d'oiseau appartenant à la famille des Psittacidae.

## Description
Cet oiseau mesure environ 23 cm de long. Le plumage a une dominante verte. Les rémiges sont bleues et les épaules et les rectrices sont rouges. Les iris sont jaune clair et les cercles oculaires bleu azur. Le bec est jaunâtre. Les pattes sont grises. Proche du Caïque à face rouge, il s'en distingue par un masque facial ocre, peu de rouge à l'attache du bec, une calotte et une nuque bleu azur et des marques rouges sur le ventre.

## Habitat et répartition
Cette espèce vit dans les forêts du centre-ouest des Andes de Colombie entre 2 200 et 3 150 m d'altitude.